# Eulepidotis punctangulata
Eulepidotis punctangulata är en fjärilsart som beskrevs av Walker 1859. Eulepidotis punctangulata ingår i släktet Eulepidotis och familjen nattflyn. Inga underarter finns listade i Catalogue of Life.